# Lixus (ville antique)
Pour les articles homonymes, voir Lixus.
 (octobre 2022).
Lixus (en berbère : ⵍⵉⴽⵙⵓⵙ - Liksus), en arabe : ليكسوس) est une ville antique fondée par les Phéniciens au XIIe siècle av. J.-C. et plus tard elle faisait partie de l'empire de Carthage,,,, Elle est située à proximité de la ville actuelle de Larache au Maroc, sur la rive droite de l'oued Loukkos. Lixus est certainement une des cités les plus anciennes d'Afrique du Nord à en croire les sources anciennes (Pline l'Ancien) ; selon ces dernières, Lixus aurait été fondée à la fin du XIIe siècle av. J.-C., bien avant Carthage et Cadix.
Ses ruines occupent la colline connue actuellement sous le nom de "Tchoummich", qui dérive de "Tchimmis" ou "Tuchumus", nom qui désignait le site à l'époque médiévale. Contrairement à l'idée bien reçue, ce nom n'a rien à voir avec le nom "Maqom Shamsh" (ville du soleil) qui apparaît en néo-punique sur des monnaies antiques frappées au Ier siècle av. J.-C. par une ville non encore identifiée. La première installation  est donc fondée sur une colline dominant un estuaire, situation topographique très recherchée des Phéniciens.

## Histoire
Bien que les sources antiques fassent remonter la fondation de la cité au XIIe siècle av. J.-C., les prospections archéologiques ne remontent pas au-delà du VIIIe siècle av. J.-C. et démontrent que le site était déjà occupé par une cité indigène avant même la fondation du comptoir phénicien. En effet, les strates les plus anciennes du site mettent en évidence une période pré-phénicienne caractérisée par de la céramique modelée d'origine locale de type graffito montrant de frappantes similarités avec des séries découvertes dans le nord du Maroc et dans le sud de la péninsule ibérique remontant à l'âge du Bronze.Ce matériel a été découvert en association avec des structures domestiques de construction indigène mais aussi une porte mégalithique donnant sur une route longée de tombeset un armement en bronze notamment une épée de type Ballintober remontant à la période de l'âge du Bronze tardif atlantique (c. 1300-1150 av. J.-C.). Cela est probablement à mettre en lien avec les propos du Pseudo-Scylax qui dans son Périple nous décrit la cité phénicienne de Lixus avoisinant celle des libyens.  
Auréolée de prestige dans l'Antiquité, elle est citée dans les sources gréco-romaines comme une ville légendaire où se situent deux des exploits d'Hercule. C'est à Lixus, en effet, qu'il aurait vaincu Antée et cueilli les pommes d'or du jardin des Hespérides, que défendait si bien un dragon.
Plus prosaïquement, Lixus prit son essor économique et commercial. Les Lixites auraient largement exploré le littoral atlantique de l'Afrique jusqu'au golfe de Guinée. Des sites aussi éloignés que l'île de Cerné correspondant peut-être à l'une des îles Purpuraires à Essaouira seraient en fait des comptoirs lixites, fréquentés aussi par des Phéniciens de la côte ibérique. Lixus se peupla de Phéniciens et plus généralement de Cananéens et d'Égéens dont certains se mélangèrent aux autochtones berbères libyens, donnant ainsi naissance à une nouvelle société punique nord-africaine.
Lixus, bien qu'autonome dans sa gestion locale, comme d'autres villes mauritaniennes, était intégrée dans une confédération punique où Carthage exerçait un rôle de leadership, assurant la sécurité militaire collective, la coordination des échanges commerciaux et l'harmonisation des relations extérieures. La cité n'adoptera pas les dieux de Carthage tels que Ba'al Hammon et Tanit, largement vénérés en Tunisie et dans une partie de l'Algérie ainsi qu'en Sardaigne, en Sicile et à Malte. en effet, l'Empire carthaginois se caractérisait par une grande tolérance religieuse, permettant aux peuples sous son contrôle de maintenir leurs cultes locaux tout en intégrant les pratiques religieuses carthaginoises. Cette politique de syncrétisme et de respect des croyances locales favorisait l'intégration des diverses populations, notamment en Afrique du Nord, en Sicile, en Sardaigne et dans les îles Baléares, tout en assurant la stabilité de l'autorité punique. D'après les témoignages de ses monnaies, Lixus possédait son dieu poliade représenté sous les traits d'un personnage généralement jeune et imberbe portant une tiare conique avec un cordon, et pourvu sur certaines rares séries d'une double hache. Il peut s'agir de Chosour ou plutôt de Milqart qui est à Lixus, protecteur de la ville et dieu de la fertilité et de l'abondance.
Durant les Guerres Puniques, qui opposèrent Rome à Carthage entre 264 et 146 avant J.-C., Lixus faisait partie des possessions carthaginoises. Bien que l’on dispose de peu de sources directes sur les événements spécifiques à Lixus pendant la guerre, la ville était probablement un site stratégique et commercial important pour Carthage, surtout en raison de son port. Cela aurait permis à la cité de jouer un rôle dans le soutien logistique des campagnes carthaginoises en Afrique du Nord et en Espagne, notamment en fournissant des ressources et des voies d'approvisionnement. Avec la défaite de Carthage à la fin des Guerres Puniques, en 146 av. J.-C., la domination romaine s'étendait sur la région, et Lixus fut intégrée dans les provinces romaines d'Afrique du Nord.
L'ère du royaume maurétanien sous protectorat romain de 25 av. J.-C. à 39/40 apr. J.-C., fut une nouvelle période de prospérité pour Lixus. Le port très actif exportait alors vers Rome du bois de thuya, du blé, des raisins, et surtout des produits maritimes, thon et condiments à base de poisson élaborés dans les nombreuses industries spécialisées. À cette époque la cité se construisit de nouveaux quartiers résidentiels fortement marqués par l'urbanisme hellénistique.
Par suite de l'assassinat du dernier roi de Maurétanie Ptolémée en 39/40 le pays fut annexé par l'Empire romain et conquis par les légions au bout de deux années de campagne militaire. Claude lui donna le statut de colonie romaine ce qui distinguait Lixus des autres cités de la nouvelle province de Maurétanie tingitane, presque toutes des municipalités de droit latin ou pérégrin.
Lixus développa encore ses infrastructures à l'époque romaine et dépassa l'enceinte maurétanienne en direction du fleuve Loukkos. Des maisons à péristyle (maison des Trois Grâces, maison d'Hélios, maison de Mars et Rhea) et des thermes furent édifiés, ornés de splendides pavements de mosaïques.
À compter du IVe siècle, la situation changea sensiblement et la faiblesse localisée de l'administration impériale entraîna un repli de la cité derrière une nouvelle enceinte construite précipitamment. Des fortifications furent élevées à proximité de Lixus, afin de défendre la vallée du Loukkos contre d'éventuelles incursions des Maures. Cette nouvelle orientation correspondait également au choix de Dioclétien d'évacuer la plus grande partie de la Tingitane et de centrer le dispositif militaire sur le détroit de Gibraltar.
Il semble que le christianisme se développa dans cette région. Les dernières industries liées aux activités maritimes cessèrent leurs activités dans les années 430, ce qui coïncide avec l'invasion des Vandales venus par l'Espagne voisine. Dès lors la cité périclita lentement mais sûrement, son sort demeurant sujet à caution, très certainement plus ou moins intégrée dans l'orbite de l'Empire byzantin.
Les premières troupes musulmanes qui atteignirent les rivages atlantiques à la fin du VIIe siècle découvrirent une agglomération christianisée survivant parmi les vestiges d'une époque plus glorieuse mais révolue. Le califat omeyyade de Damas y établit des éléments militaires issus de tribus nord-arabiques Banu Qays. De cette époque datent la mosquée et les bains mis au jour non loin de l'antique acropole. Mais le sort de l'antique Lixus était définitivement scellé. Elle devait disparaître au profit de la ville nouvelle de Larache, s'accroissant de l'autre côté du Loukkos. Lixus antique devient la Choummich ou Tchoummich médiévale, nom et toponyme qu'elle garde jusqu'à présent. Il semble que d'un petit centre urbain ne dépassant pas quatre hectares inséré dans une nouvelle enceinte, la ville se développa à partir du XIe siècle pour atteindre 14 hectares, pour être abandonnée définitivement vers le XIVe siècle.
La présence d'une mosquée sur le site de Lixus sur l'acropole signifie qu'à un moment entre l'arrivée de l'islam au VIIIe siècle dans cette partie du Maghreb (Musa ibn Nusayr al-Lakhmi) et le XIVe siècle, il se trouvait, dit Aomar Akeraz, « une importante communauté (musulmane) pour que naisse le besoin d’édifier un lieu de culte aussi modeste soit-il », cependant la présence de céramiques n'est datée qu'entre le XIIe et le XIVe siècle.

## Monuments de la ville antique

### Les thermes et l’amphithéâtre
Le quartier est composé de l’amphithéâtre et des thermes publics.
L’amphithéâtre de Lixus demeure l’unique édifice de spectacle mis au jour dans un site antique du Maroc, son arène abritait les combats de gladiateurs et des fauves. 
Les thermes publics sont composés d’un vestibule, d’une grande salle froide ornée d’une mosaïque géométrique et dont le médaillon représente le dieu Océan. Ainsi que des salles tièdes et chaudes, et des piscines. Ces thermes d’époque romaine étaient également richement ornés avec des peintures murales et du marbre. 
Les deux édifices ont été construits durant la seconde moitié du Ier siècle après J.-C., et furent abandonnés et tout le secteur se transforma en cimetière à partir de la fin du IIIe siècle après J.-C. 

### Quartier industriel. Ruines de fabrique de garum
C’est un complexe industriel spécialisé dans la fabrication des salaisons de poisson. Il est situé dans la partie basse du site, non loin du fleuve et de l’emplacement présumé du port fluvial de la cité. Il est composé de 10 usines et 150 bassins (cuves de macération du poisson), capable de produire jusqu’à 1 million de litres de sauces de poisson par campagne de pêche,  ce qui fait  de lui l'un des plus grands complexes industriels du genre dans tout le bassin méditerranéen. La fondation de ce complexe remonterait au Ve siècle av. J.-C., mais les données archéologiques datent ces usines du Ier siècle av. J.-C., puis agrandies durant l’époque romaine, et ils ont continué de fonctionner jusqu’au Ve siècle apr. J.-C.
Le garum est un produit dérivé de cette industrie, il est fabriqué à partir des entrailles et du sang des poissons, spécialement les thonidés, il est macéré avec du sel. C'est une sauce qui était très prisée durant l'antiquité.

### Complexe palatial
Il s’agit d’un ensemble architectural composé d’un palais et ses annexes, d’un temple, de thermes avec palestre, d’une villa d’époque médiévale, et d’une mosquée. Les monuments d’époque antique sont datées du règne du roi Juba II et de son fils Ptolémée, mais le quartier fut transformé et réorganisé à l’époque romaine. C’est un quartier situé au sommet de la colline et dont les vestiges représentent toutes les époques que le site a connues, depuis les Phéniciens jusqu’au XIVe siècle, date de l’abandon de Lixus pour la nouvelle ville de Larache. En plus de ces ensembles, le site renferme également des enceintes de différentes époques, des citernes pour le stockage de l’eau potable, les restes d’un aqueduc, des maisons d'époque maurétanienne et des nécropoles.

### Quartier résidentiel

Mosaïque représentant Neptune (ou l'Océan ?), encore sur le site en 1968; transférée depuis à Tétouan.

Il s’agit d’un ensemble de demeures situées au sommet de la colline, sauf une maison qui se trouve dans la partie basse du site. Il est composé de maisons romaines à péristyles, spacieuses et richement décorées, attestant l’aisance dans laquelle vivaient les propriétaires des usines de salaisons et des fermes de l’hinterland de la ville. Ces maisons sont ornées de mosaïques géométriques et figurées, de peintures murales, de thermes privés et d’objets d’une très grande valeur artistique. Toutes les mosaïques qui ont été découvertes durant les années 1950 sont exposées actuellement au musée archéologique de Tétouan, ville située à 100 km de Lixus. Les mosaïques figurées sont à thèmes mythologiques (Mars et Rhéa Silvia, Hélios, Eros et Psyché, les trois grâces, le cortège bachique…).
La mosaïque du dieu Océan découverte durant les années soixante est restée sur place. Pour des raisons de conservation, elle a été couverte en 2001, puis redécouverte et restaurée in situ en 2020.